# Lionel Dutilh
Lionel Dutilh, né le 26 février 1979, est un joueur de rugby à XV français qui évolue au poste de demi de mêlée au sein de l'effectif de l'Etoile Sportive Léonnaise (1,81 m pour 81 kg).

## Carrière
- 2000 - 2006 : Pro D2 Tyrosse RCS
- 2006 - 2007 : Pro D2 FC Auch
- 2007 - 2008 : Top 14 FC Auch
- 2008 : Pro D2 Stade montois
- 2008 - 2009 : Top 14 Stade montois
- 2010 - 2011 : US Orthez
- Depuis 2011 : Etoile Sportive Léonnaise

## Palmarès
- Champion de Pro D2 en 2006-2007 avec le FC Auch.
- Vainqueur de la finale d'accession au TOP 14 2007-2008, Mont de Marsan – Racing-Métro 92 : 32-25